# 日頃市線
日頃市線（日语：／ Hikoroichi sen */?）是岩手開發鐵道擁有的貨運鐵路之一。路線連接岩手縣大船渡市的盛站至岩手石橋站之間。此條目同時記載岩手開發鐵道另一條路線，連接盛站至赤崎站之間的赤崎線（日语：／ Akasaki sen */?）。 
兩條路線都是貨運路線，實質上視為一條路線。路線主要負責把從大船渡市內陸的大船渡礦山開採石灰石於岩手石橋站起載，經盛站運送至同市赤崎町的赤崎站，該處設有太平洋水泥大船渡工場。曾經日頃市線設有客運業務，後來在1992年（平成4年）廢止。

## 路線數據
- 路線距離（營業距離）：
  - 日頃市線：盛 - 岩手石橋之間 9.5 公里
  - 赤崎線：盛 - 赤崎之間 2.0 公里
- 軌距：1067毫米
- 車站數目：
  - 日頃市線：4個（包括起終點站）
  - 赤崎線：2個（包括起終點站）
- 雙線區間：沒有（全線單線）
- 電氣化區間：沒有（全線非電氣化）
- 閉塞方式：自動閉塞式
- 最高速度：每小時50公里[1]

※如沒有標明，兩路線都相同規格。

## 運行形態
路線上設有石灰石運送貨物列車，行走於岩手石橋至赤崎之間。從前深夜前也有貨運班次，後來隨著出產量減少，在2003年（平成15年）起只於平日日間行走，星期六及日全日休息。
旅客列車方面，截至1992年（平成4年）取消客運服務前，早上設有2往返班次，黃昏設有1往返班次，每日共有3往返班次，當中早上1往返班次只行走於盛至日頃市之間。

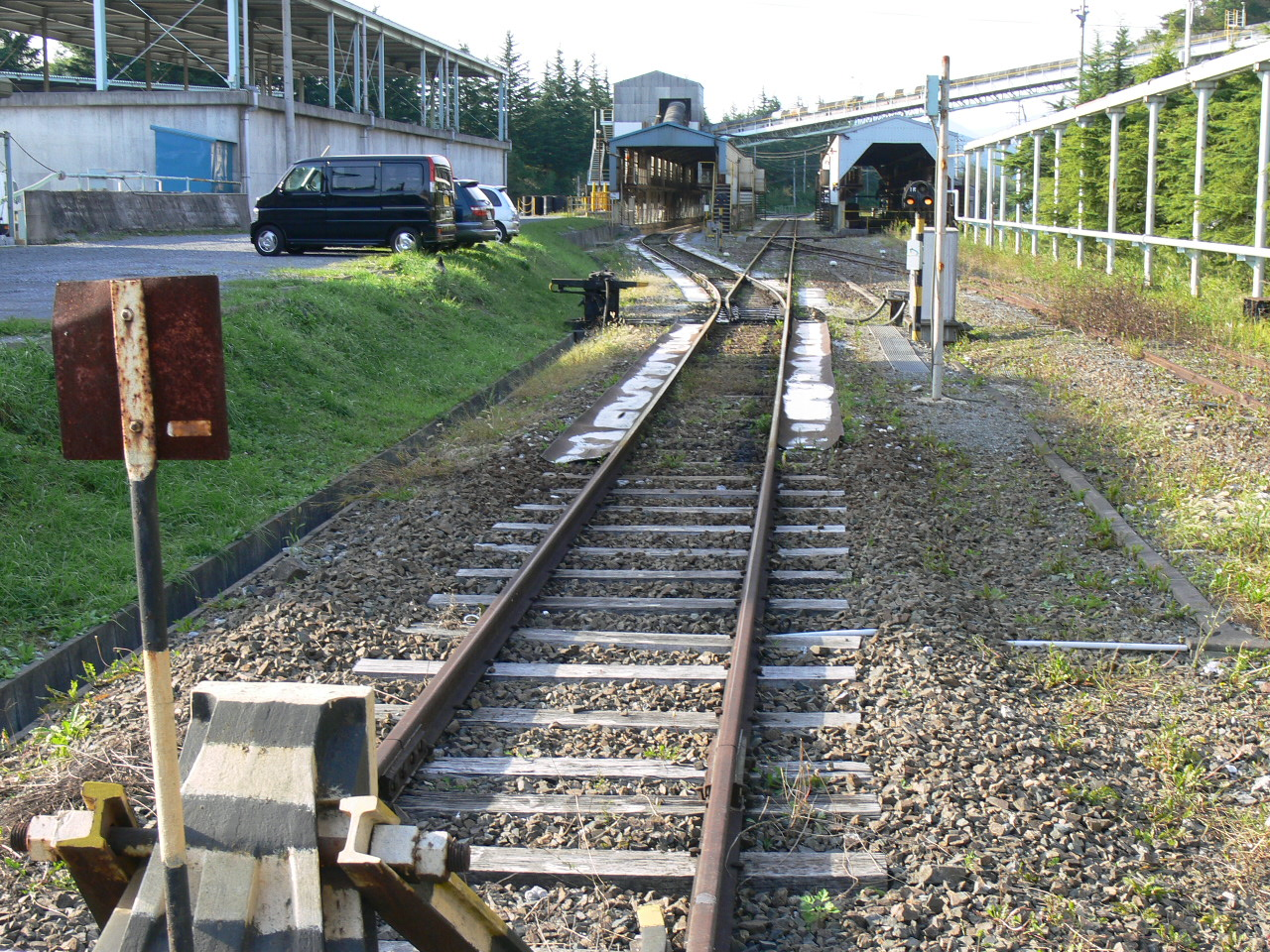
赤崎線終端望向赤崎站內。 （2006年10月9日）
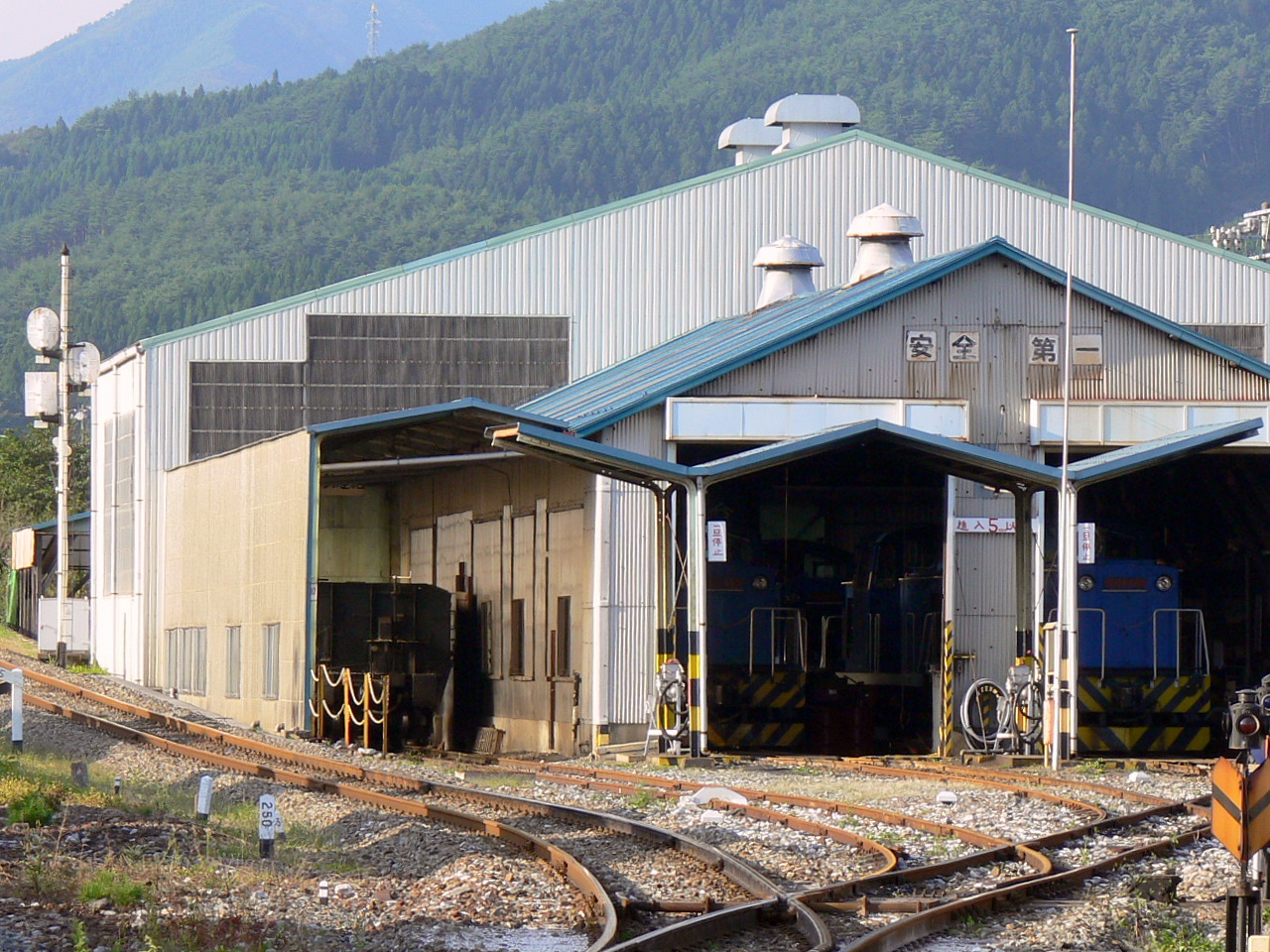
盛站靠近岩手石橋一方設有車廠 （2006年10月9日）
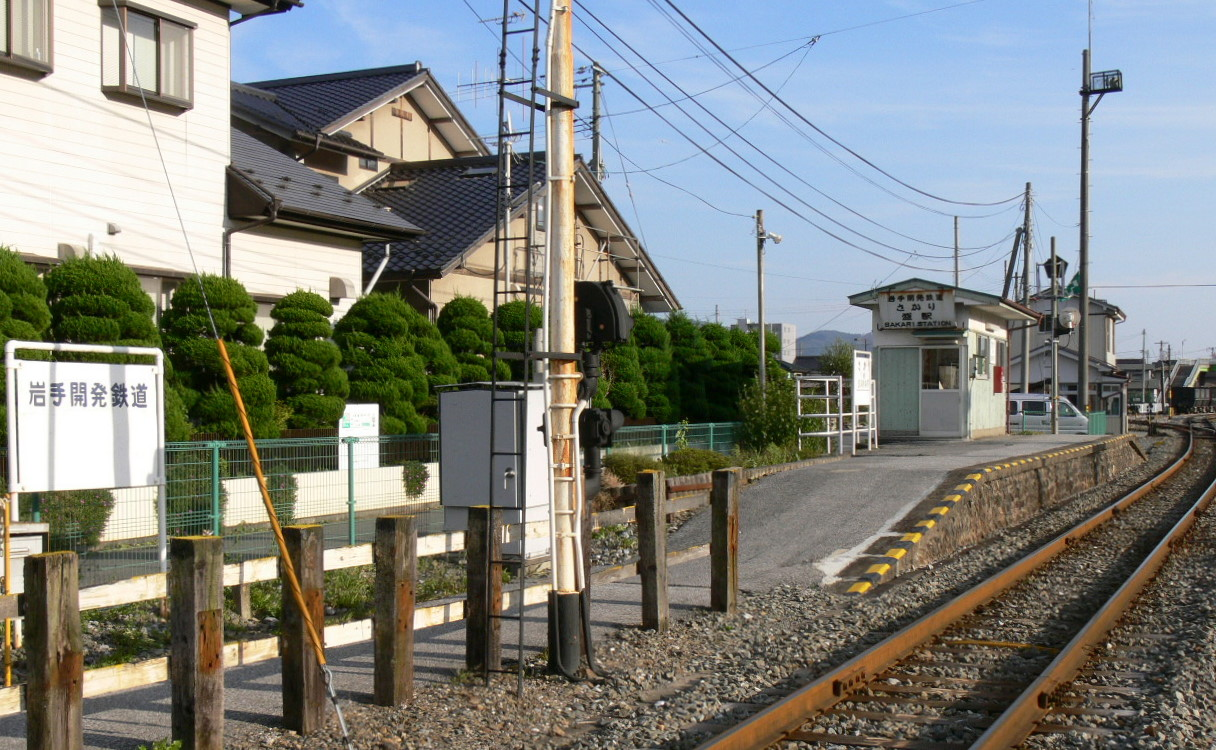
在結束客運業務後的盛站月台。 （2006年10月9日）

## 歴史
為了振興當地經濟和開發林業資源，岩手開發鐵道計劃建設鐵路連接大船渡線盛站至遠野市釜石線平倉站。在1941年（昭和16年）開始動工，但後由於太平洋戰爭而中斷建設，直至戰後才繼續建設。1950年（昭和25年），日頃市線盛至日頃市之間開通。在1957年（昭和27年），連接水泥工場的赤崎線開通，該線連接盛站至赤崎站，同時開始運送水泥。後來，日頃市線延伸至長岩礦山附近的岩手石橋，同時開始運送石灰石至小野田水泥（現時：太平洋水泥）。
日頃市線在啟用當初設有客運業務，而當時從業員家屬有員工優惠，車費比較便宜。當時沒有期待客運會有盈利。後來隨著貨運量減少，因此沒有資金支持客運業務，最後在1992年（平成4年）廢止。另外，沿線基本上與國道107號並行，該處已經有岩手縣交通的巴士路線行走，因此該路線可作為鐵路服務的替代路線。
- 1950年（昭和25年）10月21日 - 日頃市線 盛 - 日頃市之間開通。
- 1957年（昭和32年）6月21日 - 赤崎線 盛 - 赤崎之間開通（只限貨運業務）。
- 1960年（昭和35年）6月21日 - 日頃市線 日頃市 - 岩手石橋之間開通。
- 1992年（平成4年）4月1日 - 日頃市線 盛 - 岩手石橋之間的客運業務結束。豬川站廢止。
- 2011年（平成23年）
  - 3月11日 - 東日本大地震引發的海嘯使路線受損。
  - 11月7日 - 赤崎線修復完成。兩路線重開[2]。

## 車站列表
| 路線名     | 站名   | 营业里程 | 营业里程 | 接续路線         |
| 路線名     | 站名   | 站間     | 累計     | 接续路線         |
| ---------- | ------ | -------- | -------- | ---------------- |
| 赤崎線     | 赤崎站 | 2.0      | 2.0      |                  |
| 赤崎線     | 盛站   | -        | 0.0      | 三陸鐵道：谷灣線 |
| 日頃市線   | 盛站   | -        | 0.0      | 三陸鐵道：谷灣線 |
| 長安寺站   | 3.3    | 3.3      |          |                  |
| 日頃市站   | 3.1    | 6.4      |          |                  |
| 岩手石橋站 | 3.1    | 9.5      |          |                  |

貨物只於岩手石橋站處理，其他車站不會處理貨物，因此實際上其他車站只是一個信號場。在結束客運業務後，各站的車站大樓和月台仍然存在，只有豬川站的月台撤走，該站只剩下連接道路的樓梯。

### 废站
- 猪川：1992年4月1日废止，位于盛 - 長安寺間（距盛站2.0km）

## 接續路線
- 盛站：三陸鐵道谷灣線

## 運輸、收支業績
| 年度 | 旅客運送人次（千人） | 一日每一公里平均通過人次（人） | 貨物運送量（公噸） | 鐵路營業收入（千日圓） | 鐵路營業費用（千日圓） |
| ---- | -------------------- | ------------------------------ | ------------------ | ---------------------- | ---------------------- |
| 1979 | 104                  |                                | 4,462,606          | 947,264                | 820,506                |
| 1982 | 90                   | 121                            | 3,427,391          | 834,372                | 793,477                |
| 1984 | 77                   | 101                            | 3,209,871          | 776,931                | 684,560                |
| 1985 | 66                   | 82                             | 3,311,396          | 801,545                | 667,138                |
| 1986 | 61                   | 77                             | 3,483,266          | 842,598                | 601,242                |
| 1987 | 55                   | 68                             | 3,802,288          | 829,854                | 613,675                |
| 1988 | 46                   | 57                             | 4,178,736          | 852,477                | 617,688                |
| 1989 | 34                   | 37                             | 4,230,042          | 748,341                | 558,223                |
| 1990 | 32                   | 37                             | 4,468,178          | 794,237                | 597,585                |
| 1991 | 48                   | 50                             | 4,434,518          | 828,200                | 635,219                |
| 1992 |                      |                                | 4,462,092          | 825,188                | 630,018                |
| 1993 |                      |                                | 4,595,440          | 850,503                | 680,375                |
| 1994 |                      |                                | 4,573,442          | 846,464                | 690,821                |
| 1995 |                      |                                | 4,491,468          | 833,635                | 714,588                |
| 1996 |                      |                                | 4,359,888          | 811,316                | 772,809                |
| 1997 |                      |                                | 3,929,618          | 723,346                | 745,417                |
| 1998 |                      |                                | 3,366,578          | 633,452                | 694,244                |
| 1999 |                      |                                | 2,966,942          | 565,361                | 626,658                |
| 2000 |                      |                                | 3,166,468          | 601,101                | 626,516                |
| 2001 |                      |                                | 2,813,976          | 534,619                | 519,304                |
| 2002 |                      |                                | 2,647,478          | 494,074                | 497,633                |
| 2003 |                      |                                | 1,996,956          | 376,254                | 367,229                |
| 2004 |                      |                                | 2,117,520          | 385,726                | 353,309                |

- 參考資料：民鐵主要統計《年鑑世界の鉄道》朝日新聞社。1983年《年鑑日本の鉄道》鐵道雜誌社，1985，1987-2007年

### 註腳
1. 1 2  寺田裕一《データブック日本の私鉄》 - Neko出版
2. ↑  『よみがえれ！みちのくの鉄道　〜東日本大震災からの復興の軌跡〜』東北の鉄道震災復興誌編集委員会、2012年、p.210PDF